# Вилла Фальконьери
Вилла Фальконьери (итал. Villa Falconieri) — историческая вилла во Фраскати (Лацио), одна из двенадцати тосколанских вилл (Villa Tuscolana) Италии (Тускул — древний город этрусков в Лациуме).

## История

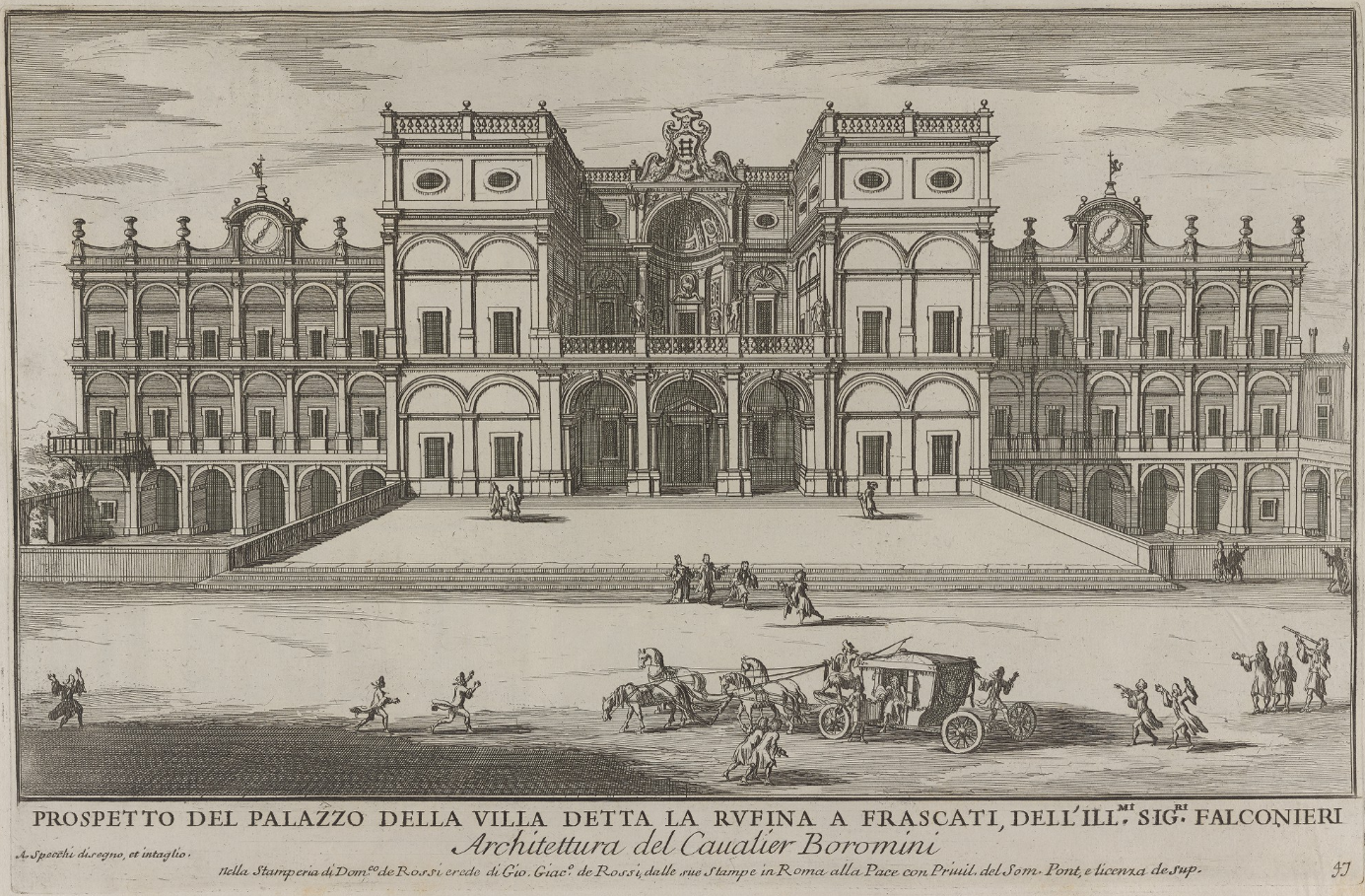
Вид Виллы Руфина (Фальконьери). 1699. Офорт А. Спекки

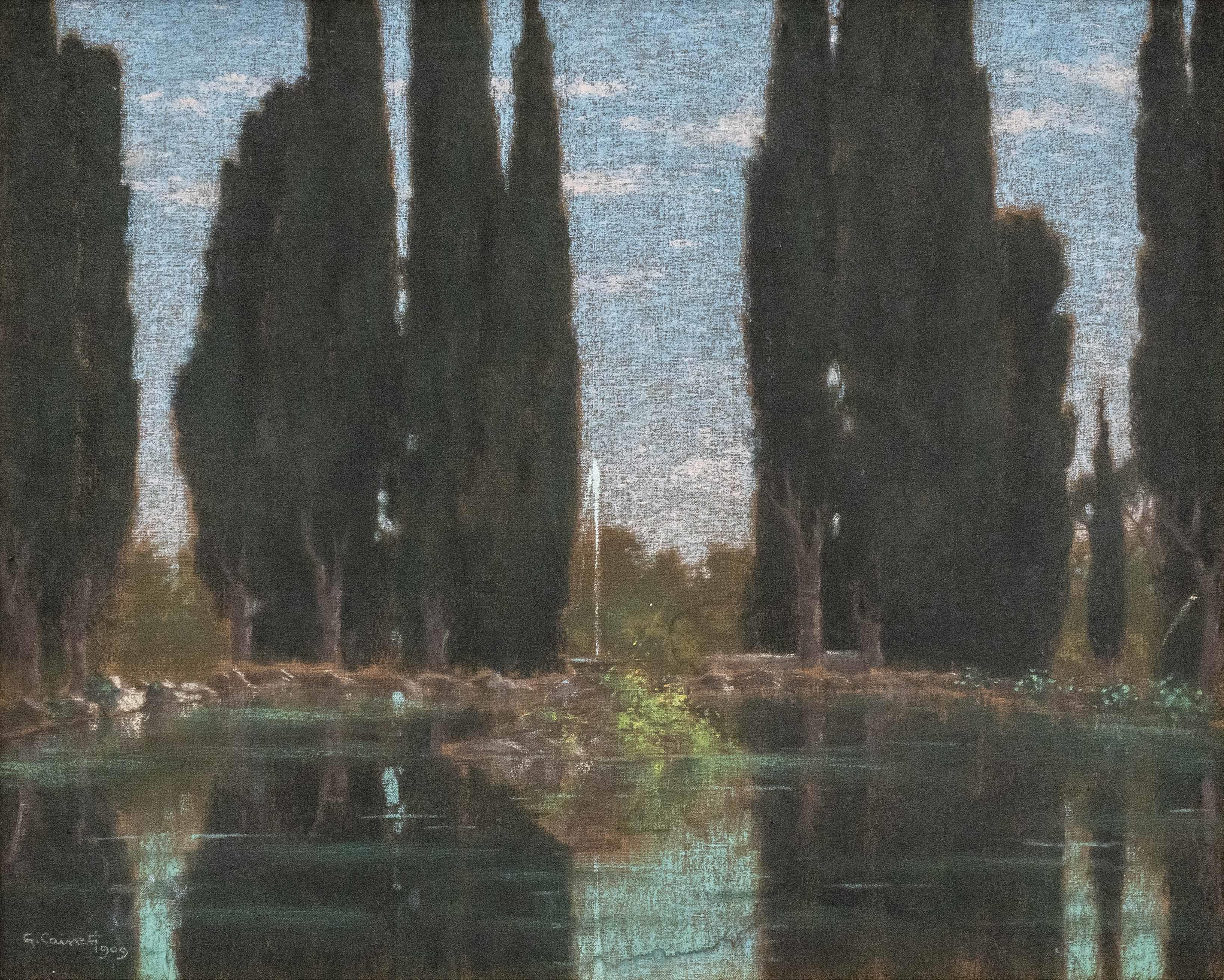
Дж. Кайрати. Пруд с кипарисами на вилле Фальконьери. 1909. Холст, пастель

Изначально называлась Вилла Руфина, так как была построена монсеньором Алессандро Руфини. Позднее, около 1546 года она была расширена благодаря папе Павлу III. В 1587 году виллу приобрёл кардинал Джан Винченцо Гонзага. Около 1603 года вилла была значительно расширена.
В 1628 году виллу купил Орацио Фальконьери и поручил реставрацию выдающемуся архитектору Франческо Борромини. Семья Фальконьери оставалась владельцем виллы до смерти кардинала Кьяриссимо Фальконьери в 1859 году.
На вилле в течение двадцати пяти лет жил немецкий писатель Рихард Фосс, написавший несколько романов, таких как «Вилла Фальконьери», «Римская лихорадка», «Сын Вольски» и другие; он называл виллу «своим сияющим домом». В 1905 году виллу купил немецкий банкир Эрнст фон Мендельсон-Бартольди из Берлина, который в 1907 году подарил её кайзеру Вильгельму II. 6 апреля 1911 года наследный принц Уильям и принцесса Сесилия посетили виллу и приняли решение о реставрации.  По этим причинам вилла Фальконьери всегда была дорога немецкому сообществу Рима.
В конце Первой мировой войны вилла была конфискована итальянским государством после дипломатического спора с правительством Германии. Муссолини напрасно предлагал её Габриеле Д’Аннунцио. В 1929 году вилла стала резиденцией Международного института образовательной кинематографии, единственной организации Лиги Наций, базирующейся в Италии, но затем для этой цели использовалась вилла Торлония в Риме.
Во время Второй мировой войны в 1941 году фельдмаршал Альберт Кессельринг разместил здесь штаб высшего командования германских войск Южного фронта, тогда союзного Королевству Италия. Сразу после Кассибильского перемирия от 8 сентября 1943 года американская авиация предприняла попытку нанести удар по немецкому штабу. Фраскати подвергся бомбардировке, в результате которой погибли сотни мирных жителей и немецких военных. Многие здания были разрушены, а вилла Фальконьери серьёзно повреждена. Реставрационные работы, проведённые в 1959 году, восстановили наиболее пострадавшее крыло здания.
Позже вилла была передана Министерству образования Италии. До 1999 года вилла Фальконьери была резиденцией Европейского центра образования (CEDE) под председательством сначала Джованни Гоззера, а затем Альдо Визальберги. C 2000 по 2015 год здесь располагался Национальный институт системной оценки образования (INVALSI), позднее: Национальная служба оценки системы образования и обучения. C 2016 года Вилла Фальконьери является резиденцией Латинской академии (Accademia Vivarium Novum). Это «культурный центр передового опыта и… Всемирный кампус гуманизма». С тех пор «более пятнадцати тысяч человек менее чем за два года получили возможность совершенно бесплатно посетить комплекс Борромини и иметь возможность участвовать в местных, национальных и международных мероприятиях. Сотни учёных со всего мира смогли познать эту реальность и насладиться её красотой».

## Архитектура
Над строительством виллы работали известные архитекторы, такие как Антонио да Сангалло Младший и сам Борромини. Вилла имеет трёхчастную архитектурную композицию, аналогично композиции главного здания Виллы Боргезе в Риме. Два корпуса соединены трёхарочной лоджией с бельведером наверху и заглублённой средней частью верхнего этажа. Ранее здание имело боковые корпуса (они не были восстановлены после разрушений во время войны).
Росписи в интерьерах осуществляли известные художники — Пьер Леоне Гецци, Джачинто Каландруччи, Чиро Ферри, Никколо Берреттони и другие. Парк состоит из нескольких садов итальянского типа, расширенных в XVII веке, и небольшого озера, окружённого кипарисами, высаженными в XVIII веке.

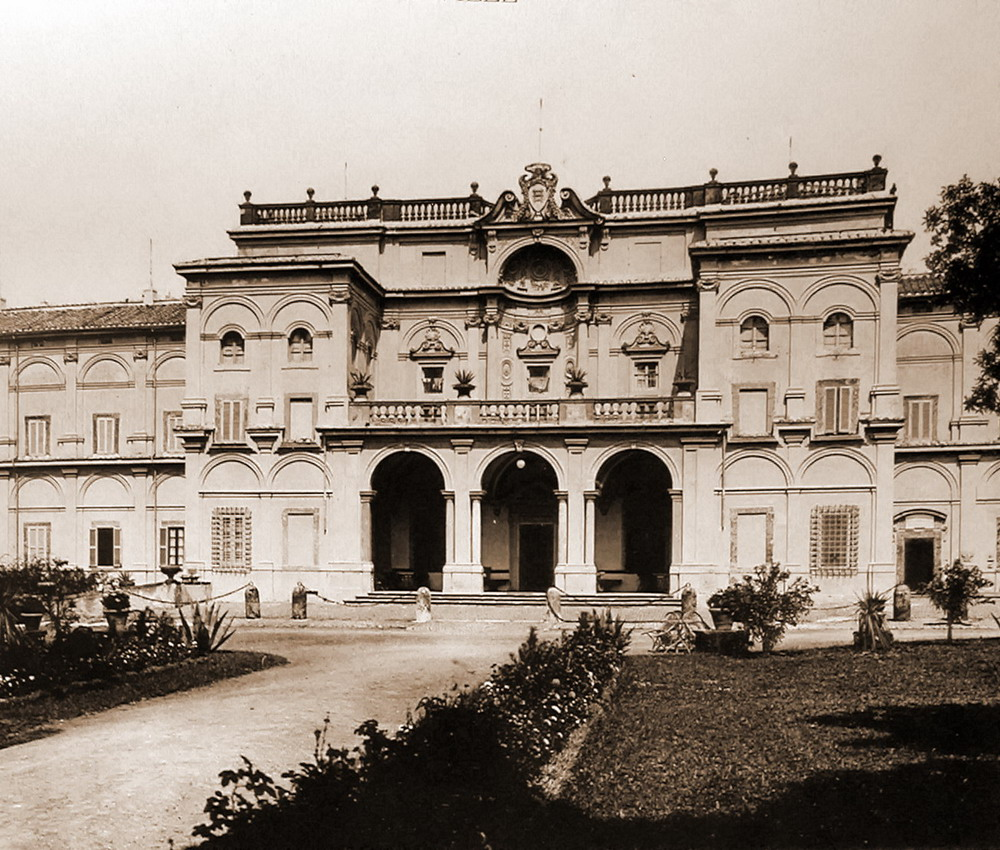
Вилла Фальконьери. Архивная фотография
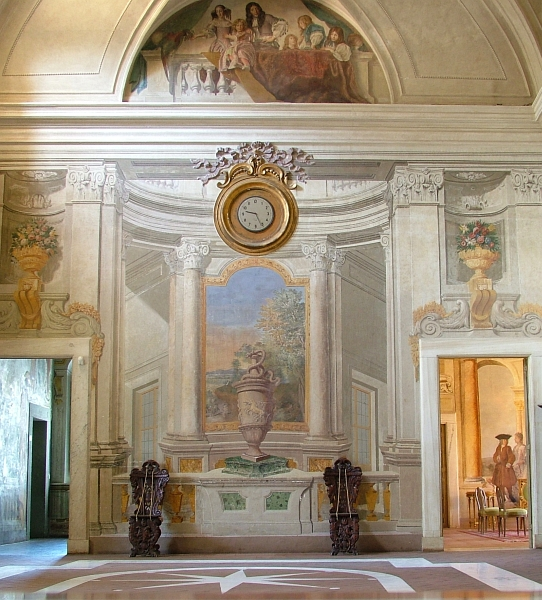
Вестибюль
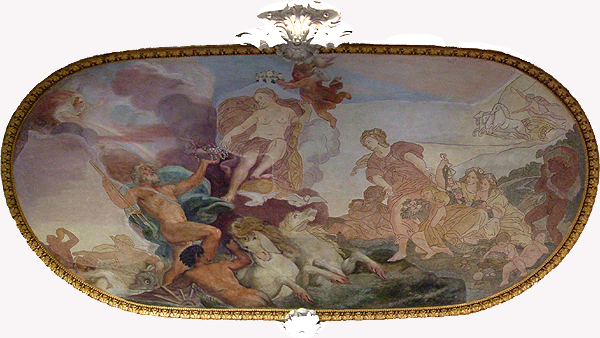
Рождение Венеры. Фреска
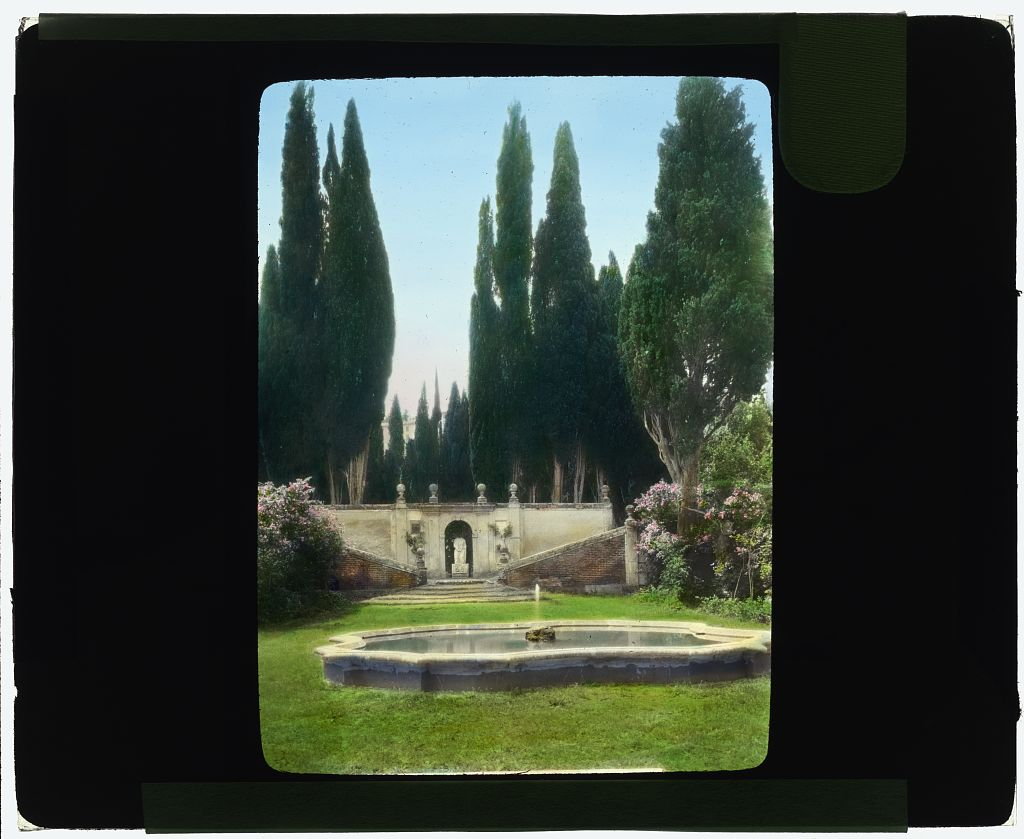
Парк виллы
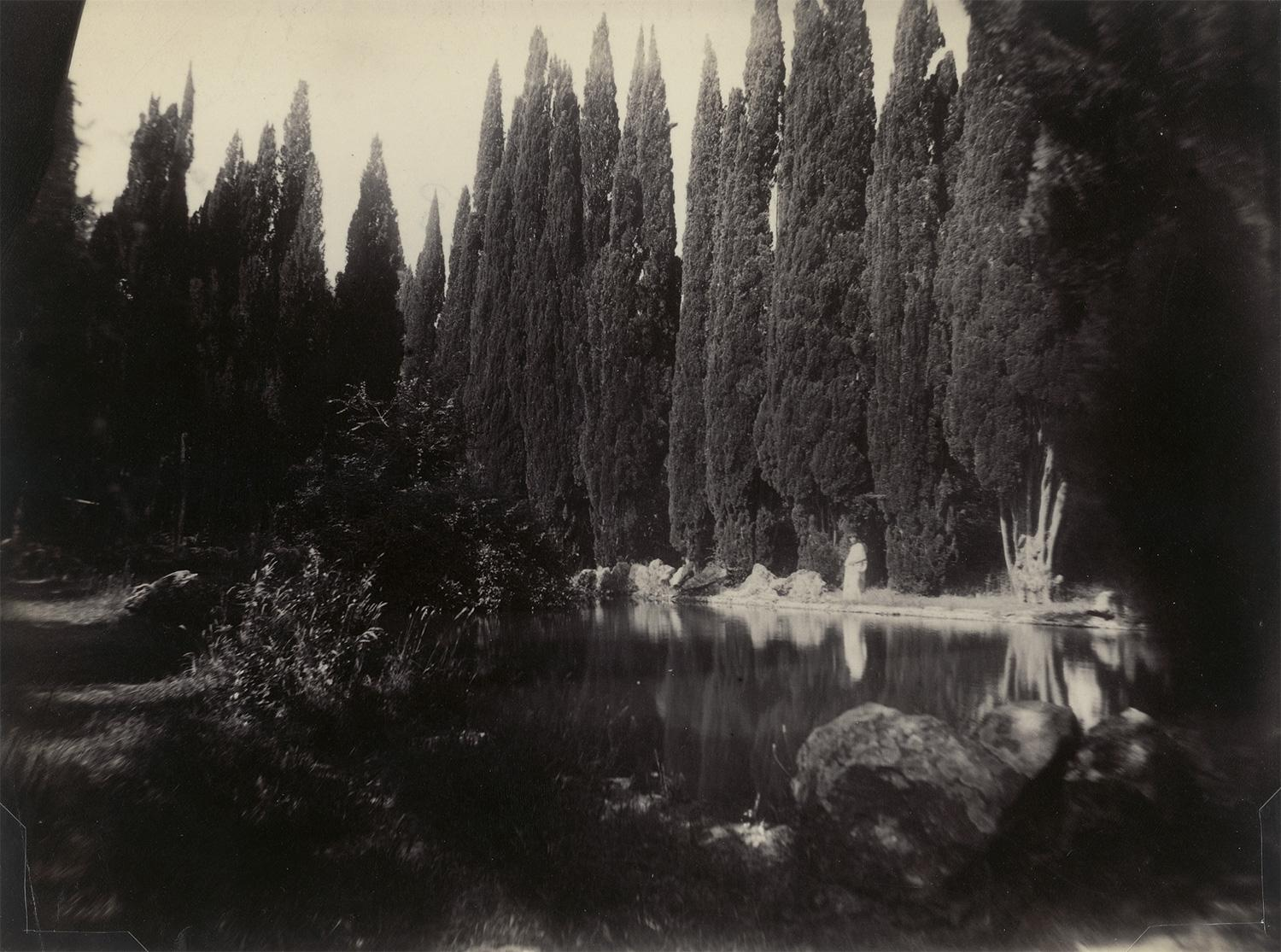
Кипарисы виллы Фальконьери. Архивная фотография